# Grandvilliers (Oise)
Grandvilliers is een gemeente in het Franse departement Oise (regio Hauts-de-France). De plaats maakt deel uit van het arrondissement Beauvais. In de gemeente ligt spoorwegstation Grandvilliers. Grandvilliers telde op 1 januari 2022 2.761 inwoners.

## Geografie
De oppervlakte van Grandvilliers bedroeg op 1 januari 2022 6,64 vierkante kilometer; de bevolkingsdichtheid was toen 415,8 inwoners per km².

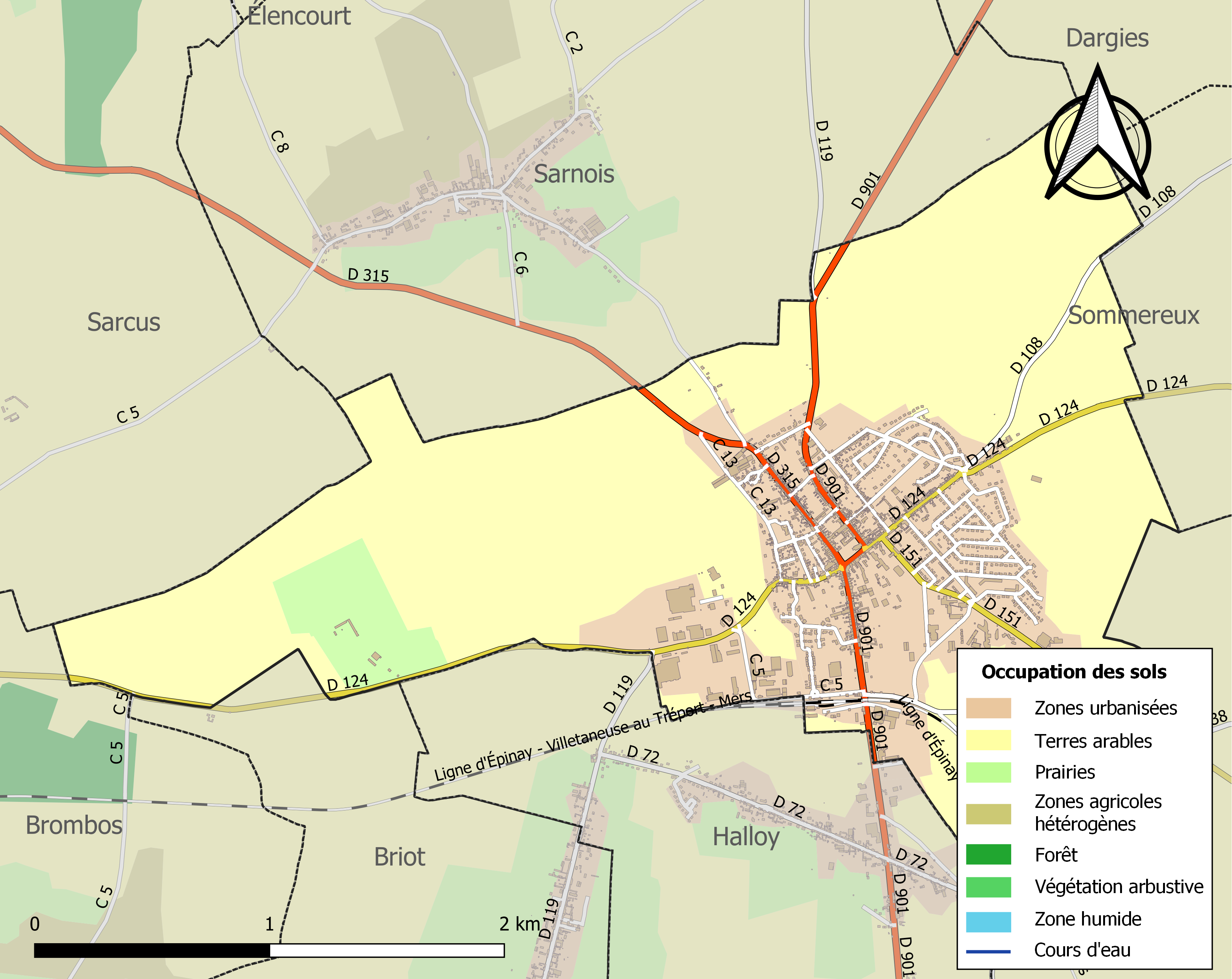
Kaart van de gemeente met belangrijkste infrastructuur, bodemgebruik en omliggende gemeenten

## Demografie
Onderstaande figuur toont het verloop van het inwonertal (bron: INSEE-tellingen).